# 隆州
隆州（りゅうしゅう）は、中国にかつて存在した州。南北朝時代から唐代にかけて、現在の四川省南充市一帯に設置された。

## 魏晋南北朝時代
南朝梁により設置された北巴州を前身とする。554年（廃帝3年）、西魏により北巴州は隆州と改称された。

## 隋代
隋初には、隆州は4郡10県を管轄した。582年（開皇2年）、蓬州隆城郡が廃止され、隆州に統合された。583年（開皇3年）、隋が郡制を廃すると、隆州の属郡は廃止された。607年（大業3年）に州が廃止されて郡が置かれると、隆州は巴西郡と改称され、下部に10県を管轄した。隋代の行政区分に関しては下表を参照。
| 隋代の行政区画変遷 | 隋代の行政区画変遷   | 隋代の行政区画変遷 | 隋代の行政区画変遷   | 隋代の行政区画変遷 | 隋代の行政区画変遷 | 隋代の行政区画変遷 | 隋代の行政区画変遷                                                    |
| 区分               | 開皇元年             | 開皇元年           | 開皇元年             | 開皇元年           | 開皇元年           | 区分               | 大業3年                                                               |
| ------------------ | -------------------- | ------------------ | -------------------- | ------------------ | ------------------ | ------------------ | --------------------------------------------------------------------- |
| 州                 | 隆州                 | 隆州               | 隆州                 | 隆州               | 蓬州               | 郡                 | 巴西郡                                                                |
| 郡                 | 盤竜郡               | 南宕渠郡           | 金遷郡               | 白馬郡             | 隆城郡             | 県                 | 閬内県 南部県 蒼渓県 南充県 相如県 晋城県 西水県 奉国県 儀隆県 大寅県 |
| 県                 | 閬内県 南部県 漢昌県 | 安漢県 相如県      | 晋安県 晋城県 西水県 | 奉国県 義陽県      | 儀隆県 大寅県      | 県                 | 閬内県 南部県 蒼渓県 南充県 相如県 晋城県 西水県 奉国県 儀隆県 大寅県 |

## 唐代
618年（武徳元年）、唐により巴西郡は隆州と改められた。隆州は閬中、南部・蒼渓・南充・相如・晋安・西水・新井・奉国・思恭・儀隆・大寅・新政の13県を管轄した。712年（先天元年）、玄宗の諱を避けるために隆州は閬州と改称された。